# Santa Olalla (Burgos)
Santa Olalla es una localidad y una entidad local menor situadas en la provincia de Burgos, comunidad autónoma de Castilla y León (España), comarca de Las Merindades, partido judicial de Villarcayo, municipio de Espinosa de los Monteros.

## Geografía
Es un pueblo situado en el norte de la provincia en la vertiente mediterránea, valle del río Trueba, situado en su margen derecha junto a la villa de Espinosa, cabecera del municipio. Acceso desde la carretera provincial  BU-526  de Bercedo a Soncillo y también directo desde Espinosa atravesando el río.

## Población
En el padrón municipal de 2024 contaba con 39 habitantes.

## Historia
Barrio perteneciente a la Jurisdicción de Espinosa de los Monteros en el Partido de Castilla la Vieja en Laredo, con jurisdicción de realengo. 
A la caída del Antiguo Régimen queda agregado al ayuntamiento constitucional de Espinosa de los Monteros, en el Partido judicial de Villarcayo, perteneciente a la región de Castilla la Vieja.

## Parroquia
Iglesia católica de Santa Eulalia de Mérida, dependiente de la parroquia de Espinosa de los Monteros en el Arcipestrazgo de Merindades, diócesis de Burgos.